# Libyens nationalvåben
Libyen har i øjeblikket ingen a nationalvåben. Et segl er anvendt af den Nationale Overgangsråd.

## Historik
- 1952-1969
- 1969-1972
- 1972-1977
- 1977-2011

| Artikelstump | Spire Denne artikel om et rigsvåben eller statsvåben er en spire som bør udbygges. Du er velkommen til at hjælpe Wikipedia ved at udvide den. |